# Agulla de Baiau
L'agulla de Baiau est un sommet sur la frontière entre l'Andorre et l'Espagne culminant à une altitude de 2 860 ou 2 863 mètres entre la paroisse de La Massana et la Catalogne.

## Toponymie
Agulla (« aiguille » en catalan) provient du latin acus de sens identique. Baiau serait d'origine pré-romane bascoïde comme de nombreux toponymes andorrans, à rapprocher du basque ibai signifiant « étang » ou « cours d'eau »,.

## Géographie

### Topographie
L'agulla de Baiau est située sur la frontière entre l'Andorre et l'Espagne entre le pic de Sanfonts (2 889 m) au sud et le pic de Baiau (2 885 m) au nord.
Elle surplombe l'estany Negre côté andorran et les estanys de Baiau côté espagnol.

### Géologie
L'agulla de Baiau est située sur la chaîne axiale primaire des Pyrénées formée de roches du Paléozoïque. Comme dans l'ensemble du Nord-Ouest de l'Andorre, la plupart des roches du parc naturel des vallées du Coma Pedrosa sont datées du Cambrien et de l'Ordovicien. Elles sont essentiellement de nature métamorphique avec le schiste au premier plan,.

### Climat
Le climat du parc naturel des vallées du Coma Pedrosa dans lequel est situé le sommet est de type montagnard. Les zones les plus élevées du parc, dont fait partie l'agulla de Baiau, sont sous influence atlantique.

## Voies d'accès
Situé dans le parc naturel des vallées du Coma Pedrosa, le sommet est accessible par le GR 11 espagnol depuis le village d'Arinsal. Les refuges de montagne les plus proches sont celui de Coma Pedrosa côté andorran et de Baiau côté espagnol.